# Walter Leo Weible

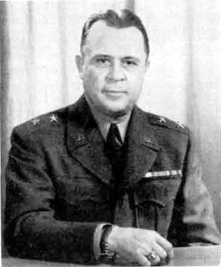
Generalmajor Walter Leo Weible

Walter Leo Weible (* 2. Juni 1896 in Waterbury, New Haven County, Connecticut; † 19. Februar 1980 in Rockville, Montgomery County, Maryland) war ein US-amerikanischer Generalleutnant der US Army, der zuletzt 1956 stellvertretender Chef des Stabes der US Army für Personal war.

## Leben
Weible absolvierte er ein Offiziersausbildung und fand anschließend verschiedene Verwendungen als Offizier und Stabsoffizier in der US Army. Am 15. September 1941 wurde er zum Oberstleutnant befördert sowie am 1. Februar 1942 zum Oberst und war als solcher zwischen dem 9. März 1942 und dem 31. März 1943 stellvertretender Direktor für militärische Ausbildung der Rückwärtigen Dienste des Heeres (Army Service Forces). In dieser Verwendung erfolge am 4. Dezember 1942 seine Beförderung zum Brigadegeneral, woraufhin er zwischen dem 31. März 1943 und dem 6. Juni 1945 Direktor für militärische Ausbildung der Army Service Forces war. Am 31. Mai 1944 wurde er zum Generalmajor befördert und erhielt für seine Verdienste im Zweiten Weltkrieg 1945 erstmals die Army Distinguished Service Medal.
Nach Kriegsende war Generalmajor Weible von Juni bis September 1945 Kommandeur (Commanding Officer) des Stützpunktes Nagoya der Army Service Forces in Japan. Nach verschiedenen weiteren Verwendungen war er während des Koreakrieges zwischen dem 25. August 1950 und dem 10. Juli 1952 Kommandeur des Japan Logistical Command, das für die Versorgung der US-Truppen in Korea zuständig war, und wurde für die dortigen Verdienste mit einer weiteren Army Distinguished Service Medal geehrt. Nachdem er 1953 für kurze Zeit stellvertretender Kommandeur der Fifth US Army war, fungierte er als Generalleutnant vom 23. Oktober 1953 bis zum 31. Dezember 1955 stellvertretender Chef des Stabes der US Army für Operationen und Verwaltung sowie zuletzt zwischen dem 3. Januar und dem 25. Dezember 1956 stellvertretender Chef des Stabes der US Army für Personal. Für seine Verdienste in dieser Zeit wurde ihm der Legion of Merit verliehen. Im Januar 1957 schied er nach 40 Jahren Dienstzeit aus dem aktiven Militärdienst und trat in den Ruhestand.
Er war mit Hazel Bean Weible verheiratet und wurde nach seinem Tode auf dem Nationalfriedhof Arlington beigesetzt.

## Auszeichnungen
- Army Distinguished Service Medal (2 ×)
- Legion of Merit